# Kfz-Kennzeichen (Monaco)

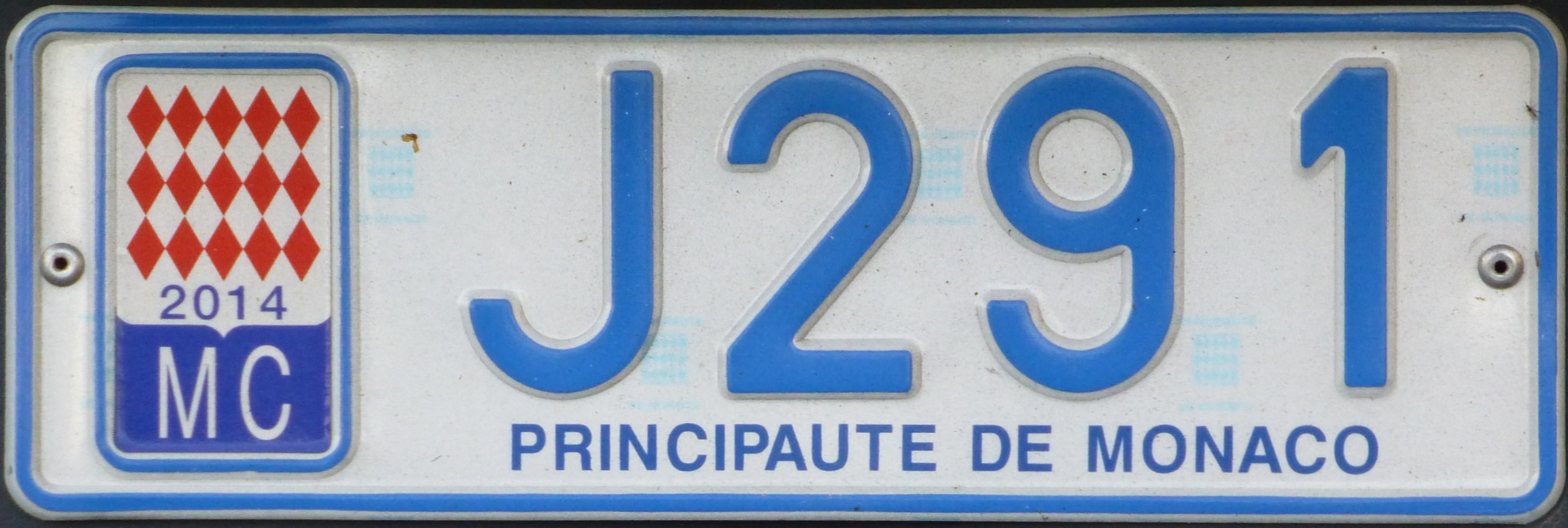
Hinteres Kfz-Kennzeichen (2014)

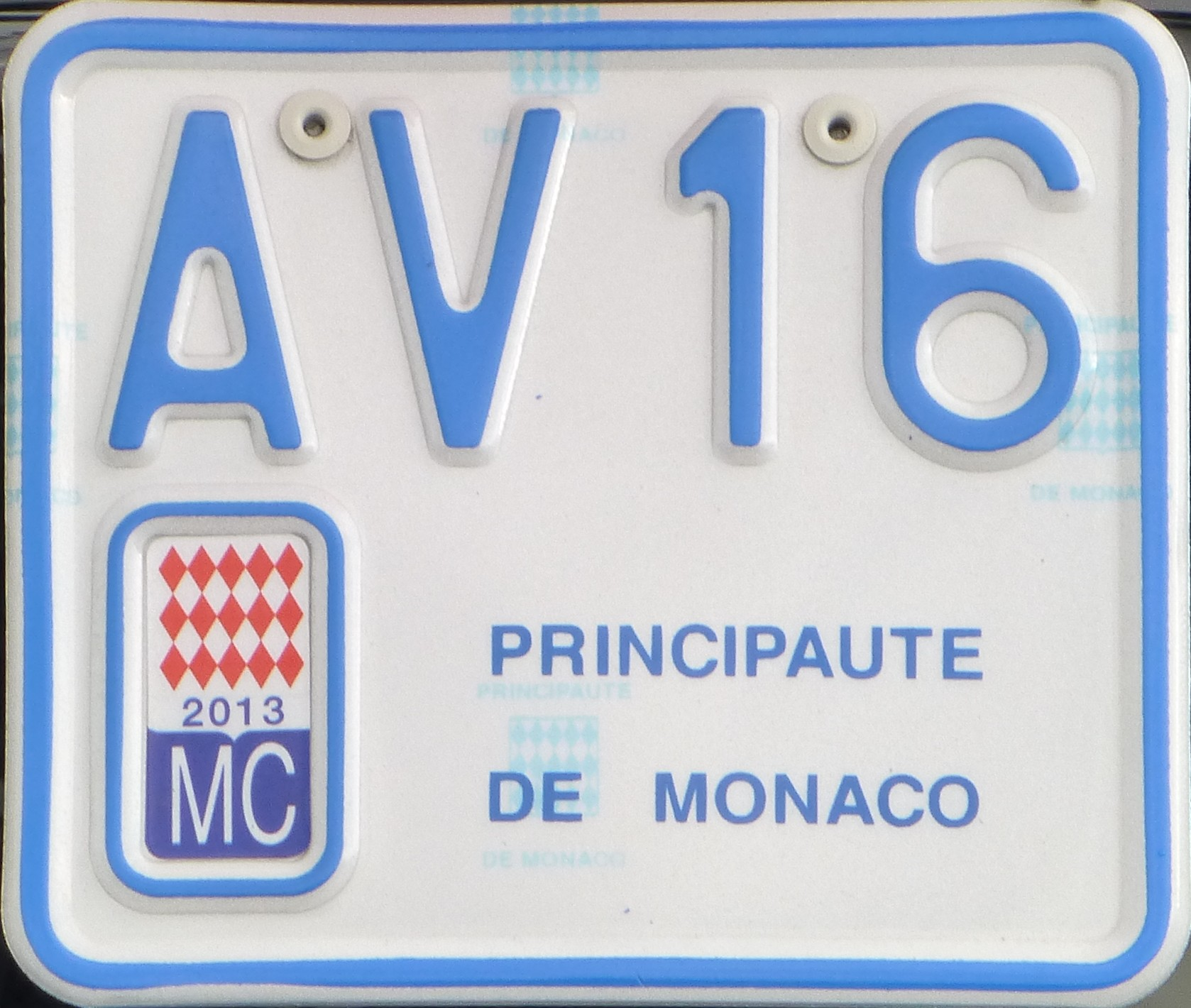
Zweirad-Kennzeichen

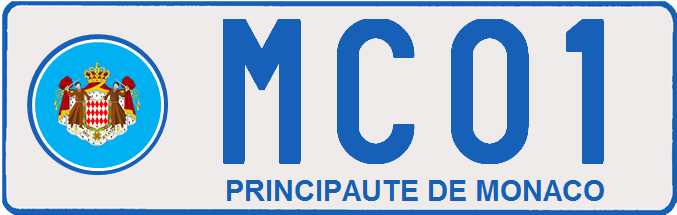
Kennzeichen des fürstlichen Fahrzeuges

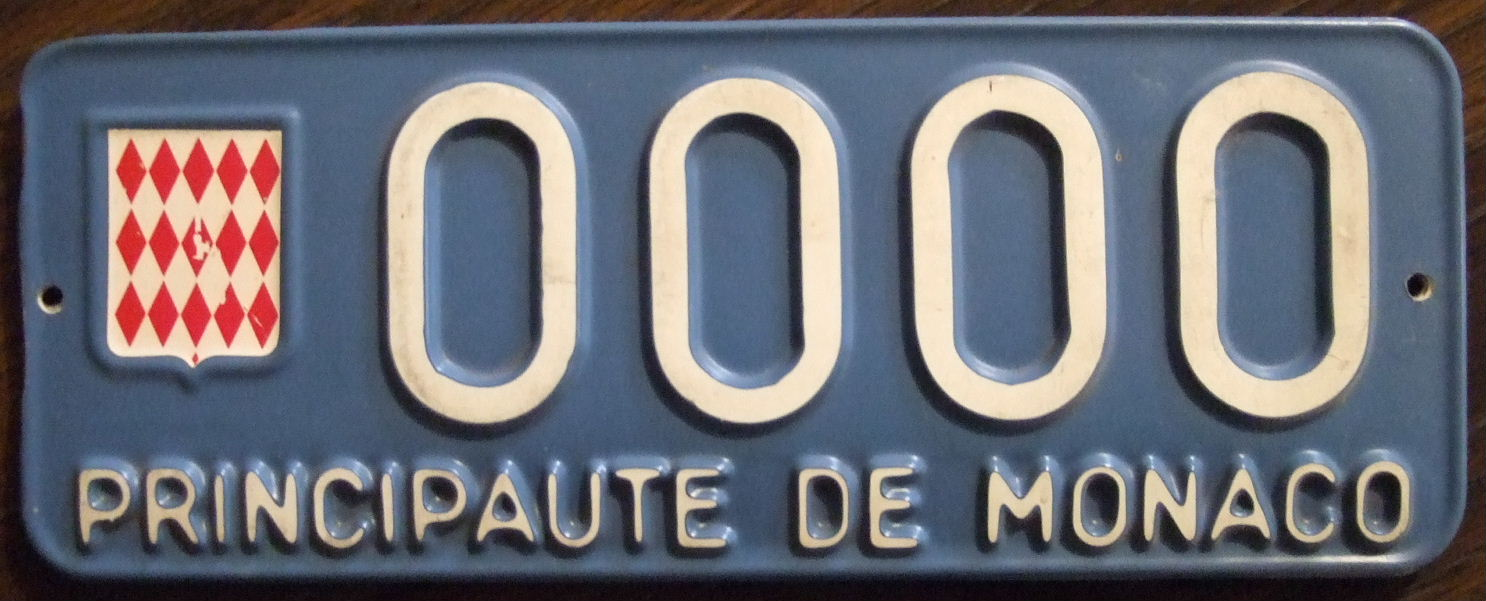
Musterkennzeichen aus den 1960er Jahren

Monegassische Kfz-Kennzeichen besitzen seit 1978 einen weißen Grund und hellblaue Aufschrift. Die Nummernschilder zeigen am linken Rand den Mittelschild des Wappens Monacos. Vordere Schilder sind im Maß 260 mm × 90 mm, hintere sind größer (340 mm × 110 mm). Zudem sind am hinteren Kennzeichen die entsprechende Jahreszahl sowie die Aufschrift PRINCIPAUTE DE MONACO (französisch „Fürstentum Monaco“) vermerkt. Seit 2013 sind zusätzlich die Buchstaben MC über oder unter der Jahreszahl angebracht.
Die Kennzeichen bestehen grundsätzlich aus vier Zeichen, entweder ein Buchstabe und drei Ziffern oder vier Ziffern. Kennzeichen für Zweiräder bestehen aus zwei Buchstaben und zwei Ziffern. Die Buchstaben I und O werden nicht verwendet, um Verwechslungen zu vermeiden. Zudem besteht die Möglichkeit eines Wunschkennzeichens.
Bis 1928 wurden Nummernschilder des damaligen französischen Systems verwendet. Die ersten eigenen monegassischen Schilder waren schwarz mit weißer Schrift und zeigten die Buchstaben MC und maximal vier Ziffern. 1951 erhielten die Schilder in etwa das heutige Layout, allerdings mit weißer Schrift auf blauem Hintergrund.

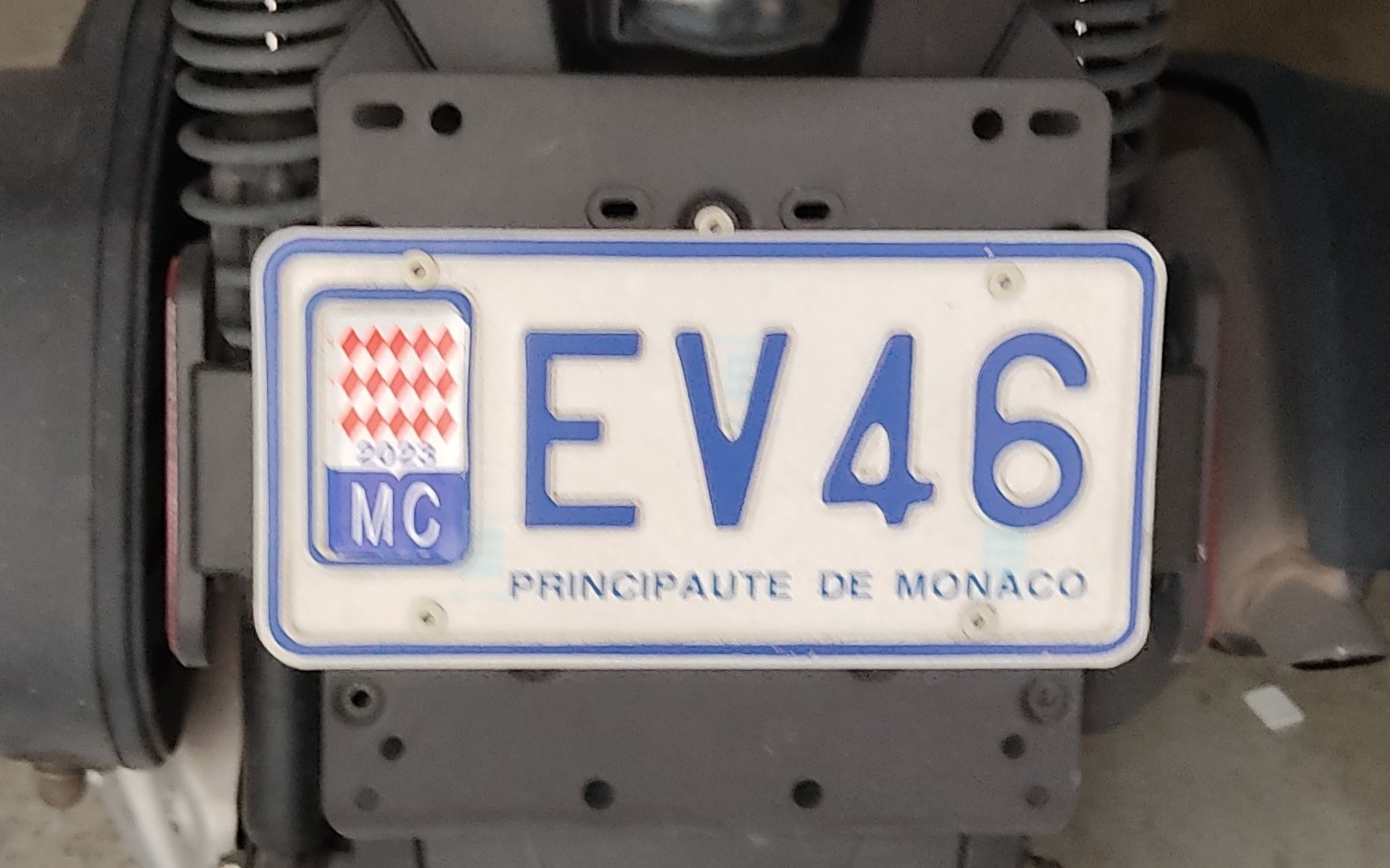
Kennzeichen für Elektroroller (EV)
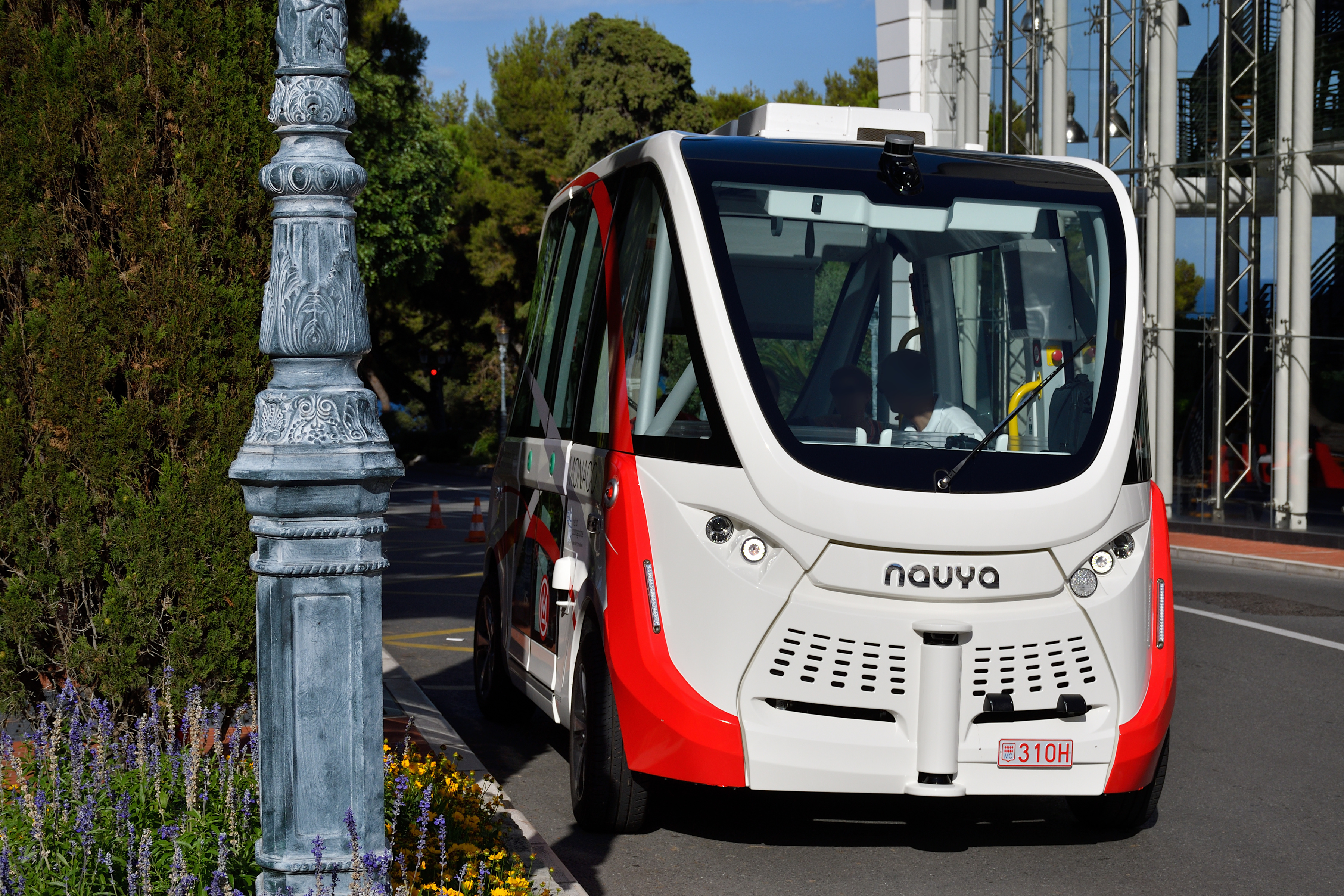
Autonomer Navya-Bus mit rotem Kennzeichen 2019
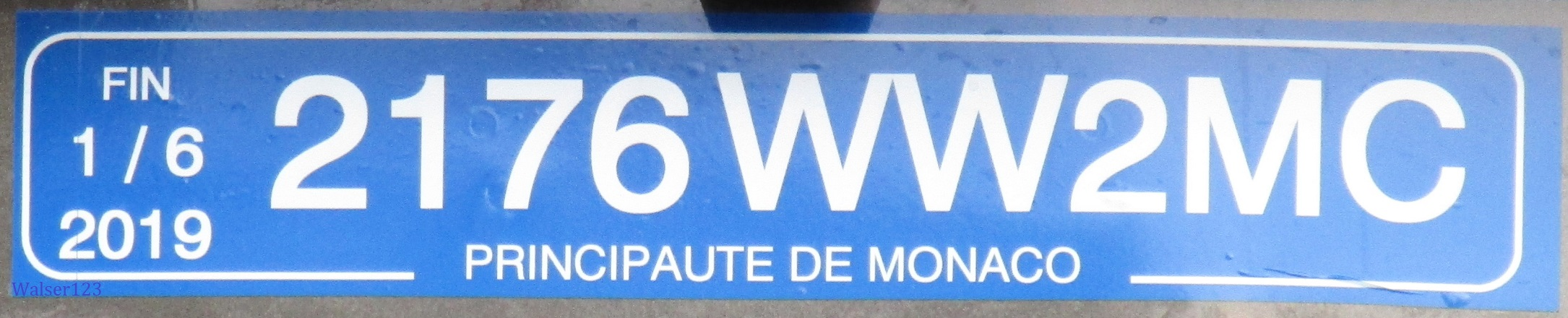
Temporäres Kennzeichen (WW)
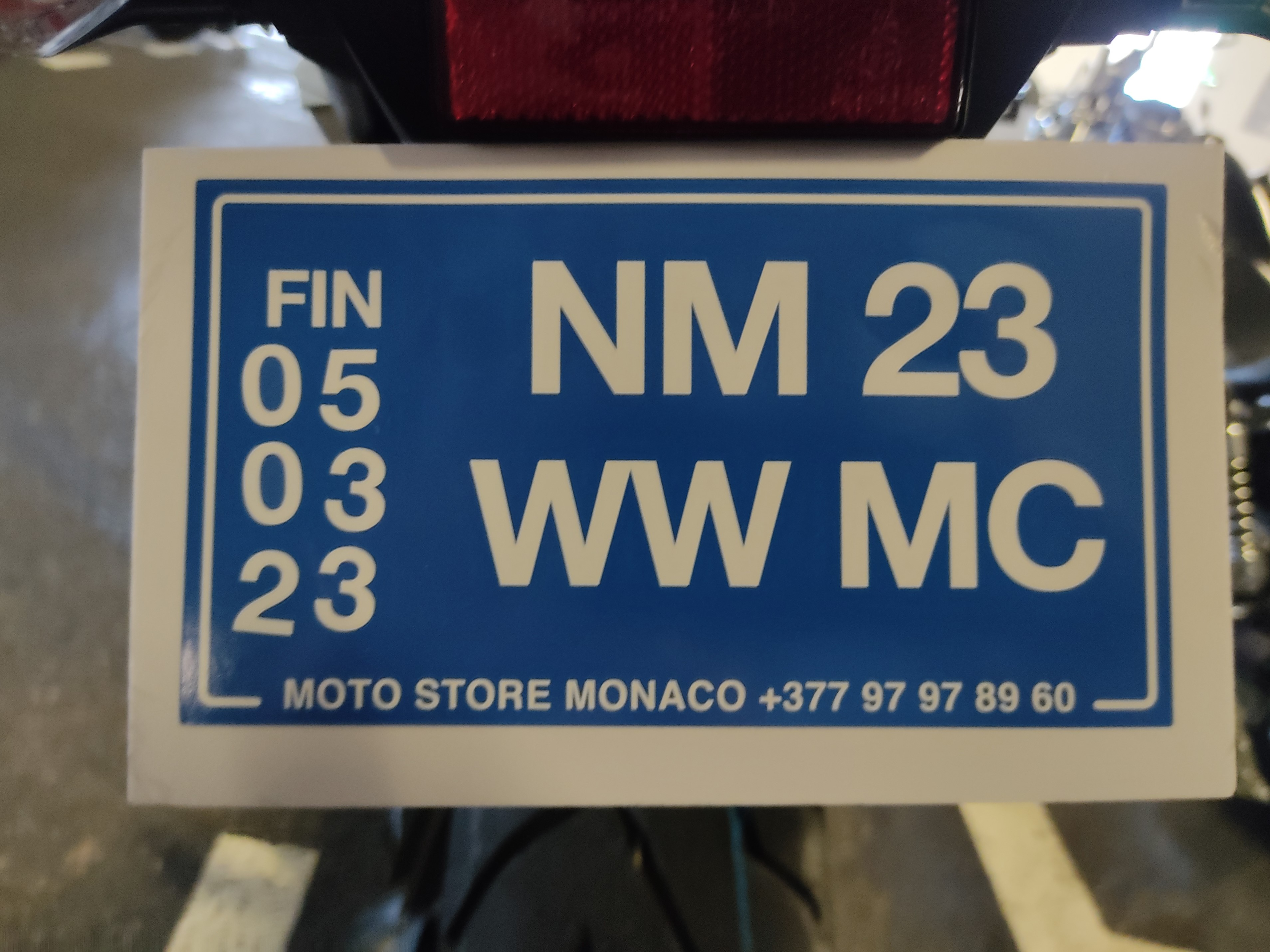
Zweizeiliges temporäres Kennzeichen (WW)
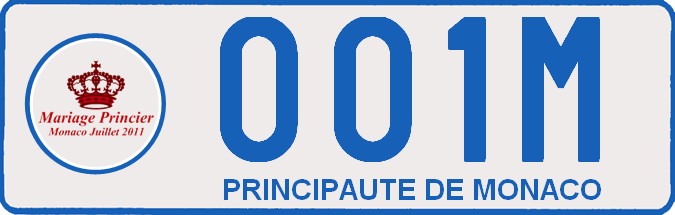
Nummernschild zur Hochzeit Prinz Alberts II. 2011

## Sonderkennzeichen
- Nummernschilder für Anhänger über 750 kg beginnen mit einem A.
- Kennzeichen für historische Fahrzeuge begannen oder endeten bis 2019 mit einem X.
- Mietwagen besitzen Nummernschilder, die mit einem V beginnen oder enden.
- Elektrofahrzeuge hatten bis 2022 drei Ziffern und zuletzt den Buchstaben E.
- Für den Test eines autonomen Busses wurde 2019 ein gesondertes Kennzeichen mit roter Schrift erstellt.
- Fahrzeuge des Fürstenhauses zeigen die Buchstaben MC, weitere Behörden verwenden PM.
- Diplomatenkennzeichen besitzen grüne Schrift. Sie zeigen die Buchstaben CD für Diplomaten und Regierungsmitglieder oder CC für Konsuln.
- Kennzeichen für Test- und Probefahrten zeigen den Buchstaben W.
- Fahrzeuge, die aus Monaco exportiert werden sollen, tragen Kennzeichen in roter Schrift mit den Buchstaben TT.
- Temporäre Kennzeichen weichen vom allgemeinen System ab und orientieren sich an den französischen Kurzzeitkennzeichen. Sie zeigen weiße Schrift auf dunkelblauem Grund. Die Schilder beginnen mit zwei Buchstaben gefolgt von zwei (gelegentlich handschriftlichen) Ziffern. Das Schild endet auf die Buchstaben WW MC, wobei MC für Monaco steht. Diese provisorischen Kennzeichen werden meist als Klebefolie gefertigt.